# Spilocuscus maculatus
O cuscuz-malhado-comum (Spilocuscus maculatus) é uma espécie de marsupial da família Phalangeridae. Pode ser encontrada na Austrália e Nova Guiné.

## Habitat
Ao contrário de outros tipos de cusco, o cusco-malhado-comum, não habita apenas florestas tropicais, vivendo também em eucaliptais, mangais e a florestas de madeira de lei, a cerca de 1188 metros de altitude.